# 丘泰
丘泰（1466年—？），字守嚴，福建興化府莆田縣人，軍籍，明朝政治人物。

## 生平
成化十九年（1483年）癸卯科福建鄉試第二十六名。弘治九年（1496年），登丙辰科會試第六十五名，三甲第一百四十五名進士。十一年任武进知县。

## 家族
曾祖丘孔傳；祖父丘邦禮，副使；父丘諒，知縣。母陳氏；繼母朱氏。具庆下。